# Амкодор (волейбольный клуб)
«Амкодо́р» (1946 и 1961—1973 — «Спарта́к», 1974—1978 — ТТУ, 1979—1982 — «И́скра», 1983—1993 — «Коммуна́льник») — советский и белорусский женский волейбольный клуб из Минска.

## Достижения
- Двукратный бронзовый призёр чемпионатов СССР — 1986, 1987.
- бронзовый призёр Кубка СССР 1985.
- 8-кратный чемпион Белоруссии — 1992—1999.
- 4-кратный обладатель Кубка Белоруссии — 1993, 1997—1999.
- Победитель Кубка обладателей кубков ЕКВ — 1987.

## История
В 1946 году в чемпионате СССР впервые приняла участие минская женская волейбольная команда «Спартак». Дебют вышел неудачным. Минчанки заняли предпоследнее 17-е место. В дальнейших союзных первенствах столицу Белоруссии представляла другая команда, носившая различные названия — «Большевик» (1947—1950), «Искра» (1953) и «Буревестник» (1955). Лучший результат — 10-е места в 1953 и 1955 годах
С 1961 в чемпионатах СССР вновь участвует минский «Спартак». Высоких результатов белорусские волейболистки не показывали, а в 1970 году, заняв последнее 8-е место в 1-й группе первенства СССР, «Спартак» покинул главный женский волейбольный дивизион. В 1974 уже под названием ТТУ (Трамвайно-троллейбусное управление) минчанки первенствовали в 1-й группе и вернулись в высшую лигу (так с 1972 стала называться бывшая 1-я группа), но лишь на один сезон. В 1975 команда ТТУ на предварительной стадии чемпионата стала только предпоследней, а в последовавшем переходном турнире заняла лишь 6-е место и вновь покинула высший дивизион. Последующие четыре сезона волейболистки из столицы Белоруссии играли в 1-й лиге.
В 1979 команда переименована в «Искру» и уже через год, заняв 2-е место в 1-й лиге и обыграв в переходных матчах запорожскую «Орбиту», вернула себе место среди сильнейших женских волейбольных коллективов СССР. В 1981 минчанки стали девятыми, через год — восьмыми, а в 1983 «Коммунальник» (так стала называться команда) занял 5-е место в чемпионате СССР. Последующие два сезона белорусская команда также входила в пятёрку сильнейших коллективов высшей лиги, а в 1986 и 1987 дважды подряд становилась бронзовым призёром союзных первенств. Плюс к этому в 1987 «Коммунальник» выиграл Кубок обладателей кубков. Своих наивысших достижений минская команда добилась под руководством опытнейшего главного тренера Владимира Чернова, возглавившего «Коммунальник» в середине 1980-х. Двукратными бронзовыми призёрами стали минчанки И.Горбатюк, Т.Шаповалова, И.Ярковенко, Г.Вертинская, Н.Козлова, И.Железнова, Т.Степанова, Н.Табола, Г.Шевцова.
Неожиданно после еврокубковой победы последовало необъяснимое снятие Чернова с тренерского поста и дальнейшие результаты команды поползли вниз. Два сезона подряд «Коммунальник» занимал 7-е итоговые места (1988, 1989), в 1990 стал 9-м, в 1991 — 8-м и в открытом чемпионате России 1991/1992 опять занял 9-е место.
После распада единого волейбольного советского пространства «Коммунальник» прочно занял лидирующие позиции в белорусском волейболе. Достаточно сказать, что команда, переименованная в 1993 году в «Амкодор» (по названию своего нового спонсора ОАО «Амкодор»), ни разу не уступила чемпионского титула. Но в 1999 клуб по финансовым причинам прекратил своё существование.
Главными тренерами с конца 1980-х работали Николай Позняк (до 1993) и Геннадий Александрович.

## Волейболистки клуба в сборной СССР
В составе сборной СССР в официальных соревнованиях выступали две волейболистки минского «Коммунальника»:
- Ирина Горбатюк — чемпионка Европы 1985, бронзовый призёр розыгрыша Кубка мира 1985, серебряный призёрчемпионата Европы 1987, участница чемпионата мира 1986, победитель Игр доброй воли 1986, серебряный призёр турнира «Дружба-84» (выступая с 1989 за алма-атинский АДК в 1990 году стала чемпионкой мира и победителем Игр доброй воли;
- Татьяна Шаповалова — бронзовый призёр розыгрыша Кубка мира 1985, серебряный призёрчемпионата Европы 1983, серебряный призёр турнира «Дружба-84».